# Матю Фицсимънс
Матю Фицсимънс (на английски: Matthew FitzSimmons) е американски писател на произведения в жанра трилър и научна фантастика.

## Биография и творчество
Матю Фицсимънс е роден в Илинойс, САЩ. Израства в Лондон през 1970-те. Завършва психология с бакалавърска степен в Колежа Суортмор в Пенсилвания. След дипломирането си работи няколко години в областта на театралната дейност в Ню Йорк. После работи като служител в Китай в Нанкинския университет, където започва да пише художествена литература, но не успява да публикува. Завръщайки се в САЩ работи като сервитьор, а след това като учител по английска литература и сценични изкуства в частно училище във Вашингтон.
Първият му роман „Приятел и враг“ от поредицата „Гибсън Вон“ е издаден през 2015 г. Десет години след изчезването на дъщерята на сенатор Ломбард, сега вицепрезидент на САЩ, бившият морски пехотинец и легендарен хакер Гибсън Вон е привлечен във възобновеното разследване, но мрачни тайни и безмилостни политически играчи ще опитват да попречат на разкритията. Романът става бестселър в списъка на „Ню Йорк Таймс“ и го прави известен.
През 2021 г. е издаден романът му „Констанс“ от едноименната фантастична поредица. В близкото бъдеще клонирането е лексозен факт за най-богатите на планетата. Клонингът със съзнанието на младата Констанс Дарси се събужда в операционната, но няма спомени за последните осемнайсет месеца, а нейният оригинал е мъртъв. Заедно с полицай Дариъс Кларк тя трябва да разбере какво се е случило, защото някой иска да я убие, отново.
Матю Фицсимънс живее във Вашингтон.

## Произведения

### Поредица „Гибсън Вон“ (Gibson Vaughn)
1. The Short Drop (2015)[1][2][3]
Приятел и враг, изд.: ИК „Обсидиан“, София (2016), прев. Надя Баева
2. Poison Feather (2016)
3. Cold Harbor (2017)
4. Debris Line (2018)
5. Origami Man (2020)

### Поредица „Констанс“ (Constance)
1. Constance (2021)[1][2]
Констанс, изд.: ИК „Обсидиан“, София (2022), прев. Надя Баева
2. Chance (2023)